# Liste des intercommunalités du Loiret (2012-2016)
Le département français du Loiret compte sur la période 2012-2016 27 intercommunalités à fiscalité propre, dont deux communautés d'agglomération et 25 communautés de communes, et 199 syndicats (150 syndicat intercommunal à vocation unique, 10 syndicats mixtes ouverts, 30 syndicats mixtes fermés et 9 syndicat intercommunal à vocations multiples).
Consécutivement à la loi portant nouvelle organisation territoriale de la République, promulguée le 8 août 2015, dite loi NOTRe, 18 communautés de communes disparaissent au profit de la création de 5 nouvelles. 

## Histoire

### 2017: disparition de 18 intercommunalités et création de 5 nouvelles
Dans une tribune publiée le 2 juin 2014, le Président François Hollande annonce que les intercommunalités disposant de « moyens trop faibles pour porter des projets », devront regrouper au moins 15 000 habitants à partir du 1er janvier 2017, contre 5 000 auparavant. De fait le titre II (articles 33 à 38) de la loi portant nouvelle organisation territoriale de la République, promulguée le 8 août 2015, est consacré à l’intercommunalité : « Des intercommunalités renforcées ». Il fixe un objectif de refonte du schéma départemental de coopération intercommunale (arrêté pour le Loiret le 26 décembre 2011) en tenant compte de ce seuil de 15 000 habitants. Ce seuil, sans pouvoir être inférieur à 5 000 habitants, peut être adapté :
- pour les EPCI ayant une densité de population inférieure à la moitié de la densité nationale au sein d’un département ayant une densité inférieure à la densité nationale (103,4 hab/km2).
- pour les EPCI dont la densité démographique est inférieure à 30 % de la densité nationale (103,4 hab/km2).

Le Schéma départemental de coopération intercommunale du Loiret est arrêté sur ces bases le 30 mars 2016. Il prévoit la création de sept nouvelles communautés de communes, dont celle résultant de la fusion des 3 communautés de communes du Pithiverais qui n'avait pas abouti à la suite du schéma départemental de coopération intercommunale de 2011. La communauté de communes de la Plaine du Nord Loiret, avec une très faible densité de population (inférieure à 30 % de la densité nationale), a un seuil maintenu à 5 000 habitants, et son périmètre demeure inchangé. Les arrêtés préfectoraux sont pris après concertation sans modification notable. 
18 intercommunalités disparaissent ainsi le 1er janvier 2017 et simultanément sept nouvelles intercommunalités sont créées. Elles résultent des fusions suivantes :
| Nouvelles intercommunalités            | Intercommunalités fusionnées                                                                        |
| -------------------------------------- | --------------------------------------------------------------------------------------------------- |
| CC Canaux et forêts en Gâtinais        | CC du canton de Lorris + CC de Châtillon-Coligny + CC du Bellegardois                               |
| CC de la Cléry, du Betz et de l'Ouanne | CC du Betz et de la Cléry + CC de Château-Renard                                                    |
| CC des Terres du Val de Loire          | CC de la Beauce oratorienne + CC du Canton de Beaugency + CC du Val des Mauves + CC du Val d'Ardoux |
| CC du Berry Loire Puisaye              | CC du Canton de Briare + CC du Canton de Châtillon-sur-Loire                                        |
| CC du Pithiverais                      | CC du Plateau Beauceron + CC de Beauce et du Gâtinais - CC Le Cœur du Pithiverais                   |
| CC du Pithiverais-Gâtinais             | CC du Beaunois + CC des Terres Puiseautines                                                         |
| CC du Val de Sully                     | CC Val d'Or et Forêt + CC du Sullias                                                                |

## Intercommunalités à fiscalité propre sur la période 2012-2016
Au 1er janvier 2016, le Loiret  compte vingt-sept intercommunalités à fiscalité propre dont le siège est dans le département du Loiret et une dont le siège est dans le département de Loir-et-Cher.
| Intercommunalités dont le siège est situé dans le département du Loiret (27)     |                                           |                        |                        |                        |                            |                        |     |         |         |        |
| Communautés d'agglomérations                                                     | CA Montargoise et Rives du Loing (A.M.E.) | 244500203              | FPU                    | 1/1/2002               | Montargis                  | Jean-Pierre Door       | 15  | 62745   | 231.20  | 271,40 |
| Communautés d'agglomérations                                                     | CA Orléans Val de Loire (AgglO)           | 244500468              | FPU                    | 1/1/2002               | Orléans                    | Charles-Éric Lemaignen | 22  | 292001  | 334.30  | 873,40 |
| Communautés de communes                                                          | CC de Beauce et du Gâtinais               | 244500393              | FPU                    | 1/1/1994               | Pithiviers                 | Jean-Claude Bouvard    | 18  | 11085   | 291.24  | 38,10  |
| Communautés de communes                                                          | CC du Beaunois                            | 244500401              | FPU                    | 1/1/1996               | Beaune-la-Rolande          | Michel Grillon         | 18  | 10503   | 224.84  | 46,70  |
| Communautés de communes                                                          | CC des Quatre Vallées                     | 244500419              | FPU                    | 1/1/1997               | Ferrières-en-Gâtinais      | Georges Gardia         | 19  | 17150   | 286.90  | 59,80  |
| Communautés de communes                                                          | CC des Loges                              | 244500427              | FPU                    | 1/1/1997               | Jargeau                    | Jean-Pierre Garnier    | 14  | 43116   | 549.70  | 78,40  |
| Communautés de communes                                                          | CC du Canton de Briare                    | 244500443              | FA                     | 1/1/1998               | Briare                     | Thierry Goirand        | 14  | 11636   | 327.13  | 35,60  |
| Communautés de communes                                                          | CC du Canton de Lorris                    | 244500278              | FPU                    | 1/1/1998               | Lorris                     | Guy Bailleul           | 14  | 10183   | 297.67  | 34,20  |
| Communautés de communes                                                          | CC du Canton de Châtillon sur Loire       | 244500476              | FA                     | 01/01/1999             | Châtillon-sur-Loire        | Emmanuel Rat           | 6   | 7190    | 220.23  | 32,60  |
| Communautés de communes                                                          | CC du Val d'Ardoux                        | 244500450              | FPU                    | 01/01/1999             | Cléry-Saint-André          | Bertrand Hauchecorne   | 5   | 8097    | 131.52  | 61,60  |
| Communautés de communes                                                          | CC de la Forêt                            | 244500484              | FPU                    | 01/01/2000             | Neuville-aux-Bois          | Bernard Leger          | 10  | 17524   | 209.0   | 83,80  |
| Communautés de communes                                                          | CC de Châtillon-Coligny                   | 244500195              | FPU                    | 1/1/2002               | Châtillon-Coligny          | Alain Grandpierre      | 12  | 10807   | 304.69  | 35,50  |
| Communautés de communes                                                          | CC Giennoises                             | 244500211              | FPU                    | 01/01/2002             | Gien                       | Christian Bouleau      | 11  | 24088   | 357.80  | 67,30  |
| Communautés de communes                                                          | CC Val d'Or et Forêt                      | 244500518              | FPU                    | 18/12/2002             | Bonnée                     | Claude de Ganay        | 8   | 11030   | 171.55  | 64,30  |
| Communautés de communes                                                          | CC de la Plaine du Nord Loiret            | 244500542              | FPU                    | 26/11/2004             | Outarville                 | Patrick Choffy         | 15  | 6785    | 248.40  | 27,30  |
| Communautés de communes                                                          | CC du Plateau Beauceron                   | 244500559              | FPU                    | 9/12/2004              | Sermaises                  | James Bruneau          | 10  | 4289    | 140.41  | 30,50  |
| Communautés de communes                                                          | CC des Terres Puiseautines                | 244500534              | FPU                    | 26/11/2004             | Puiseaux                   | Véronique Levy         | 13  | 7033    | 123.2   | 57,20  |
| Communautés de communes                                                          | CC du Bellegardois                        | 244500567              | FPU                    | 15/12/2004             | Bellegarde                 | Jean-Jacques Malet     | 12  | 7194    | 150.16  | 47,90  |
| Communautés de communes                                                          | CC Val Sol                                | 244500583              | FPU                    | 1/10/2005              | Sandillon                  | Daniel Brusseau        | 7   | 11142   | 197.24  | 56,50  |
| Communautés de communes                                                          | CC des Portes de Sologne                  | 200005932              | FPU                    | 14/11/2006             | La Ferté-Saint-Aubin       | Jean-Paul Roche        | 6   | 15544   | 415.0   | 37,50  |
| Communautés de communes                                                          | CC du Canton de Beaugency                 | 200018323              | FPU                    | 1/1/2009               | Beaugency                  | Yves Fichou            | 7   | 16653   | 145.41  | 114,50 |
| Communautés de communes                                                          | CC de Château-Renard                      | 200022994              | FPU                    | 1/12/2009              | Château-Renard             | Michel Raigneau        | 10  | 10577   | 266.21  | 39,70  |
| Communautés de communes                                                          | CC Le Cœur du Pithiverais                 | 200023562              | FPU                    | 1/12/2009              | Pithiviers                 | Marie-Thérèse Bonneau  | 3   | 13081   | 58.83   | 222,40 |
| Communautés de communes                                                          | CC du Val des Mauves                      | 200030229              | FPU                    | 7/01/2011              | Meung-sur-Loire            | Pauline Martin         | 8   | 16935   | 157.97  | 107,20 |
| Communautés de communes                                                          | CC du Betz et de la Cléry                 | 200030559              | FPU                    | 22/12/2011             | Saint-Hilaire-les-Andrésis | Lionel De Rafelis      | 14  | 9847    | 215.22  | 45,80  |
| Communautés de communes                                                          | CC de la Beauce Loirétaine                | 200035764              | FPU                    | 26/12/2012             | Gidy                       | Jean-Michel Lopes      | 23  | 16941   | 398.70  | 42,50  |
| Communautés de communes                                                          | CC du Sullias                             | 200034841              | FPU                    | 1/12/2012              | Sully-sur-Loire            | Alain Aché             | 11  | 12908   | 383.8   | 33,70  |
| Intercommunalité dont le siège est situé dans le département de Loir-et-Cher (1) |                                           |                        |                        |                        |                            |                        |     |         |         |        |
| Communautés de communes                                                          | CC de la Beauce Oratorienne               | 244100707              | FPU                    | 1/1/2000               | Beauce la Romaine          | Michel Beaumont        | 2   | 2 020   | 64,77   |        |
| TOTAL département (28)                                                           | TOTAL département (28)                    | TOTAL département (28) | TOTAL département (28) | TOTAL département (28) | TOTAL département (28)     | TOTAL département (28) | 334 | 669 737 | 6775,23 |        |

## Syndicats
Au 1er janvier 2013, 199 syndicats peuvent être dénombrés : 150 SIVU, 10 Syndicats Mixtes Ouverts, 30 Syndicats Mixtes Fermés et 9 SIVOM. Parmi les plus importants peuvent être cités les suivants.

### Syndicats intercommunaux
| Abréviation | Nom de la structure intercommunale                                                 | Type   | Population | Superficie (km²) | Création         | Siège                 | Président            | Site Internet            |
| ----------- | ---------------------------------------------------------------------------------- | ------ | ---------- | ---------------- | ---------------- | --------------------- | -------------------- | ------------------------ |
| SICTOMRCL   | SICTOM de la région de Châteauneuf-sur-Loire                                       | SICTOM | 76 400     | 1 500            | 1975             | Châteauneuf-sur-Loire | Jacques Garnier      | sictom-chateauneuf.fr    |
| SMCTDRGCL   | SMCTD de la région de Gien et Châteauneuf-sur-Loire                                | SICTOM | 136 836    |                  | 1994             | Gien                  | Jacques Garnier      | syctomgienchateauneuf.fr |
| SIVOMAERMLB | SIVOM pour l'aménagement et l'équipement de la région de Meung-sur-Loire Beaugency | SIVOM  |            |                  | 1er octobre 1975 | Meung-sur-Loire       | Éric Doligé          |                          |
| SIVOMCC     | SIVOM du canton de Courtenay                                                       | SIVOM  |            |                  | 28 mars 1969     | Courtenay             | Marcel Dumas         |                          |
| SIVOMCSL    | SIVOM du canton de Sully-sur-Loire                                                 | SIVOM  | 11 972     | 358,03           | 2 août 1967      | Sully-sur-Loire       | Jean-Noël Cardoux    |                          |
| SIVUGICSG   | Groupement intercommunal de Châtillon - Sainte-Geneviève                           | SIVU   |            |                  | 1er janvier 2005 | Châtillon-Coligny     | Nicole Péot          |                          |
| SIVOMCB     | SIVOM du Collège des Bordes                                                        | SIVOM  | 10 956     | 199,24           | 21 août 2000     | Les Bordes            | Gilbert Coutellier   |                          |
| SIVOMGCGJ   | SIVOM de Greneville Châtillon-le-Roi Guignonville Jouy-en-Pithiverais              | SIVOM  |            |                  | 3 juin 1969      | Châtillon-le-Roi      | Philippe Bruneau     |                          |
| SIVOMRS     | SIVOM de la région de Sermaises                                                    | SIVOM  |            |                  | 15 juin 1967     | Sermaises             | Jacqueline Desforges |                          |
| SIVOMSSSJB  | SIVOM du secteur scolaire de Saint-Jean-de-Braye                                   | SIVOM  |            |                  | 18 juin 1970     | Saint-Jean-de-Braye   | David Thiberge       |                          |
| SIVUGIVB    | Groupement intercommunal du Val-de-Bézonde                                         | SIVU   |            |                  | octobre 1965     | Bellegarde            | Éric Petat           |                          |

### Syndicats mixte de Pays
| Abréviation | Nom de la structure intercommunale                    | Population | Superficie (km²) | Création        | Siège                  | Président            | Site Internet          |
| ----------- | ----------------------------------------------------- | ---------- | ---------------- | --------------- | ---------------------- | -------------------- | ---------------------- |
| SMPL        | Syndicat Mixte du Pays Loire Beauce                   |            |                  | avril 1997      | Meung-sur-Loire        | Frédéric Cuillerier  |                        |
| SMPBGP      | Syndicat Mixte du Pays Beauce Gâtinais en Pithiverais |            |                  | 26 février 1996 | Pithiviers             | Monique Bévière      | pays-du-pithiverais.fr |
| SMPG        | Syndicat Mixte du Pays du Giennois                    |            |                  | 25 janvier 1996 | Gien                   | Thierry Goirand      |                        |
| SMPFOVL     | Syndicat Mixte du Pays Forêt d'Orléans - Val de Loire |            |                  | 12 mars 1981    | Jargeau                | Philippe Vacher      | loire-et-foret.com     |
| SMPG        | Syndicat Mixte du Pays Gâtinais                       |            |                  | 10 avril 1997   | Château-Renard         | Lionel de Rafelis    | pays-gatinais.com      |
| SMPSVS      | Syndicat Mixte du Pays Sologne Val-Sud                |            |                  | août 1979       | Ménestreau-en-Villette | Bertrand Hauchecorne | pays-sologne-valsud.fr |